# Karin Janke
Karin Janke (Wolfsburg, 14 oktober 1963) is een atleet uit Duitsland. Ze was getrouwd met hordeloper Stefan Mattern.
Op de Olympische Zomerspelen van Seoul in 1988 nam Janke voor de Bondsrepubliek Duitsland deel aan de onderdelen 200 meter en 4x400 meter estafette.
Op de Wereldkampioenschappen atletiek 1995 werd ze vierde met het Duitse estafetteteam op de 4 × 400 meter estafette.
- Gemeinsame Normdatei: 1034913026
- World Athletics: 14278192
- Virtual International Authority File: 303113737